# Лен Венте
Лендерт "Лен" Рулоф Ян Венте (нід. Leendert "Leen" Roelof Jan Vente, 14 травня 1911, Роттердам — 8 листопада 1989, там само) — нідерландський футболіст, що грав на позиції нападника, зокрема, за клуб «Феєнорд», а також національну збірну Нідерландів.
Дворазовий чемпіон Нідерландів. Володар Кубка Нідерландів. 

## Клубна кар'єра
У футболі дебютував 1933 року виступами за команду «Нептунус», в якій провів три сезони. 
1936 року перейшов до клубу «Феєнорд», за який відіграв 4 сезони. Більшість часу, проведеного у складі «Феєнорда», був основним гравцем атакувальної ланки команди. У складі «Феєнорда» був одним з головних бомбардирів команди, маючи середню результативність на рівні 0,79 голу за гру першості. За цей час двічі виборював титул чемпіона Нідерландів. 
У 1941 році повернувся в «Нептунус», за який вже грав раніше. Завершив професійну кар'єру футболіста у 1948 році.

## Виступи за збірну
1933 року дебютував в офіційних матчах у складі національної збірної Нідерландів. Протягом кар'єри у національній команді, яка тривала 8 років, провів у її формі 21 матч, забивши 19 голів.
У складі збірної був учасником двох чемпіонатів світу. У 1934 році в Італії Нідерланди з Леном в складі програли в стартовому матчі швейцарцям (2-3), а в 1938 році у Франції програли Чехословаччині (0-3).
Помер 8 листопада 1989 року на 79-му році життя у місті Роттердам.

## Титули і досягнення
- Чемпіон Нідерландів (2):

«Феєнорд»: 1937-1938, 1939-1940
- Володар Кубка Нідерландів (1):

«Феєнорд»: 1934-1935